# Патриотска коалиција за Југославију
Патриотска коалиција за Југославију (ПКЈ) је бивша политичка коалиција у Црној Гори, основана у пролеће 2002. године, ради заједничког наступа на предстојећим парламентарних изборима, заказаним за 20. октобар 2002. године. Коалицију су сачињавале: Народна социјалистичка странка Црне Горе, Српска радикална странка др Војислав Шешељ и Југословенска левица у Црној Гори. Коалиција се залагала за очување државног јединства Црне Горе и Србије у оквиру тадашње Савезне Републике Југославије. Према званичним резултатима избора, ПКЈ је освојила 9.920 гласова (2,81%), што је било незнатно испод законом прописаног изборног цензуса од 3% (недостајала су свега 682 гласа), тако да коалиција није ушла у парламент.